# Террі Вон
Террі Вон (англ. Terry Vaughn, 1 квітня 1973 — 4 травня 2023) — футбольний арбітр США. Арбітр ФІФА з 2004 по 2016 рік.

## Кар'єра
Почав працювати арбітром з 1987 року у нижчих регіональних лігах. З 2001 року став обслуговувати матчі МЛС, вищої ліги країни. 2004 року отримав статус арбітра ФІФА і став працювати на міжнародних змаганнях, зокрема судив матч на таких турнірах:
- Фінал Рекопи Південної Америки 2004 року
- Фінал Кубка США 2006 року
- Молодіжний чемпіонат світу до 20 років 2007 року (2 гри)
- Золотий кубок КОНКАКАФ 2007 (3 гри)
- Золотий кубок КОНКАКАФ 2009 (2 гри)